# Sanet y Negrals
Sanet y Negrals (em castelhano) Sanet i els Negrals (em valenciano) é um município da Espanha na província de Alicante, Comunidade Valenciana. Tem 21,1 km² de área e em 2021 tinha 702 habitantes (densidade: 33,3 hab./km²).

## Demografia
| Variação demográfica do município entre 1991 e 2004 | Variação demográfica do município entre 1991 e 2004 | Variação demográfica do município entre 1991 e 2004 | Variação demográfica do município entre 1991 e 2004 |
| --------------------------------------------------- | --------------------------------------------------- | --------------------------------------------------- | --------------------------------------------------- |
| 1991                                                | 1996                                                | 2001                                                | 2004                                                |
| 548                                                 | 566                                                 | 595                                                 | 623                                                 |